# David Izonritei
David Izonritei, född den 29 april 1968 i Lagos, Nigeria, är en nigeriansk boxare som tog OS-silver i tungviktsboxning 1992 i Barcelona. I semifinalen slog han ut den högt ansedde David Tua från Nya Zeeland, för att sedan i finalen förlora mot den trefaldige olympiske mästaren Félix Savón från Kuba.